# Musée des Beaux-Arts de Virginie
Le musée des Beaux-Arts de Virginie ou Virginia Museum of Fine Arts est un musée d'art situé dans la ville de Richmond dans l'État de Virginie, (États-Unis) qui en est propriétaire.
Le bâtiment du musée a été conçu en 1934 par l'architecte américain Merrill Lee et le musée a ouvert en 1936.
En 1947, la donation de l'entrepreneur américain John Lee Pratt inclut, entre autres cinq œufs de Fabergé .

De 1948 à 1968, Leslie Cheek, Jr. est directeur du musée.

## Galerie

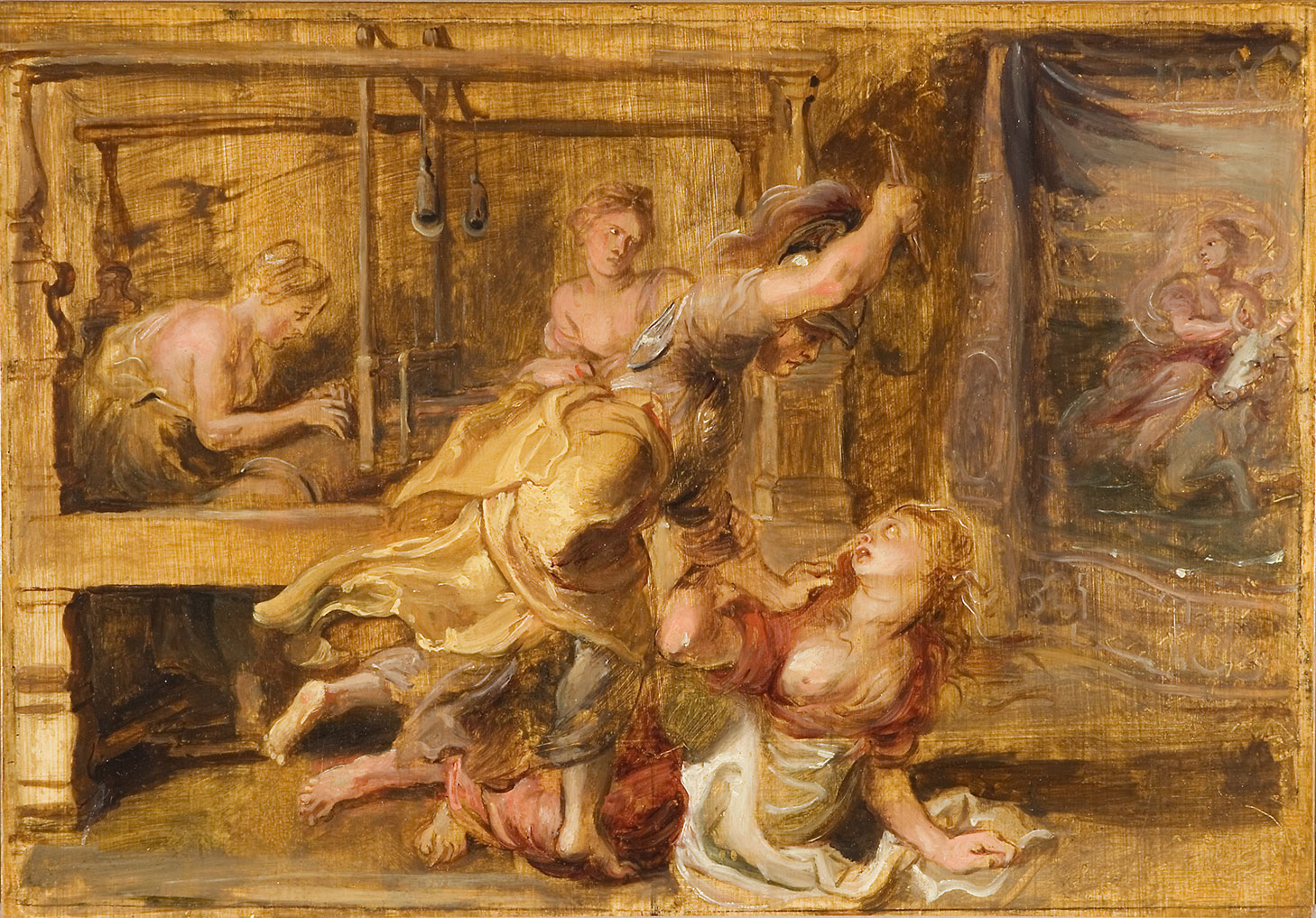
Pierre Paul Rubens, Pallas et Arachné, 1636–37
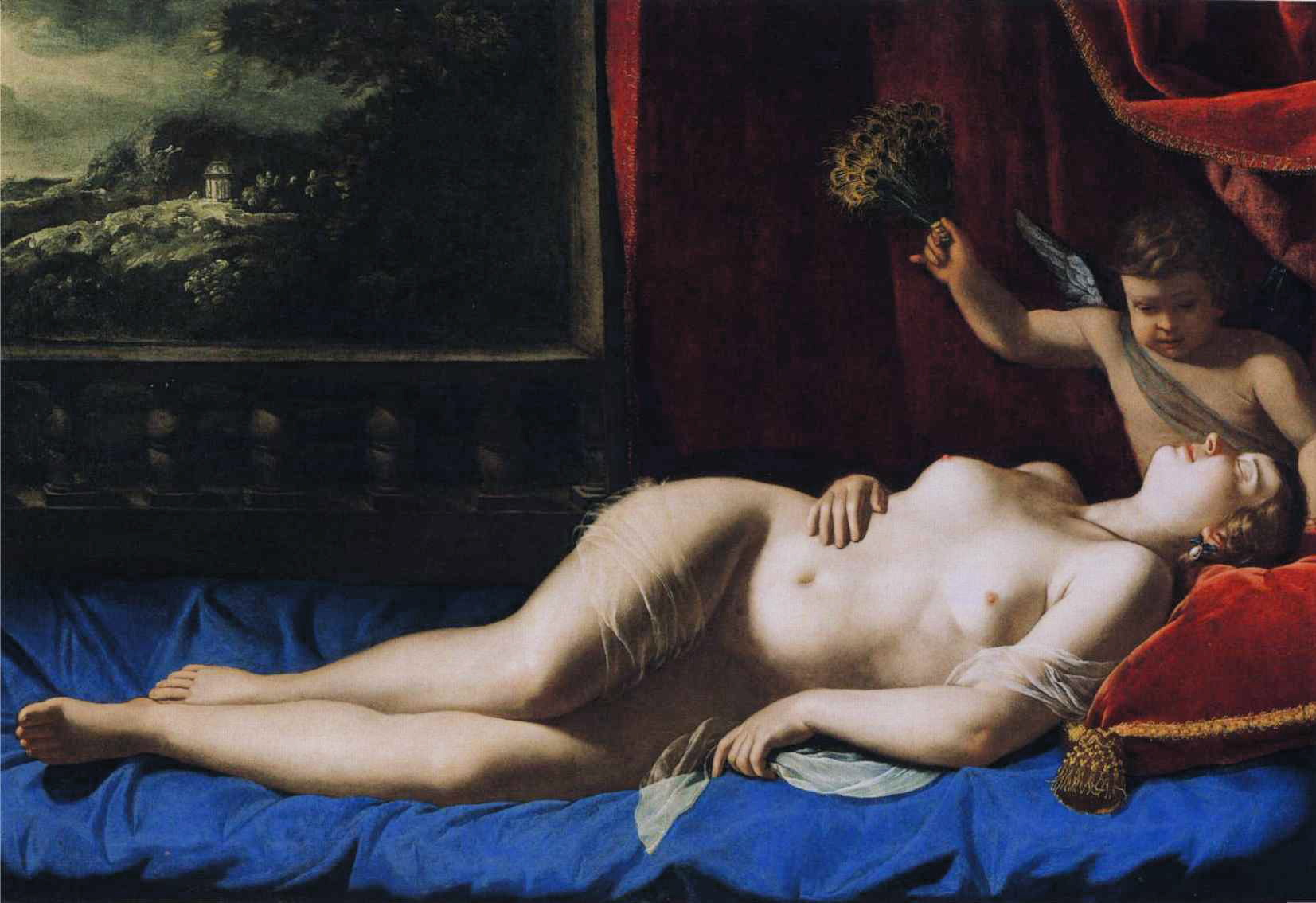
Artemisia Gentileschi, Vénus endormie
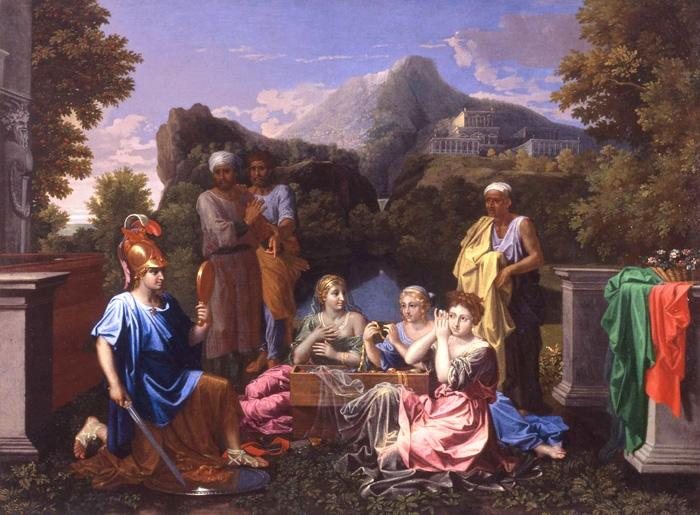
Nicolas Poussin, Achille à Skýros, 1656
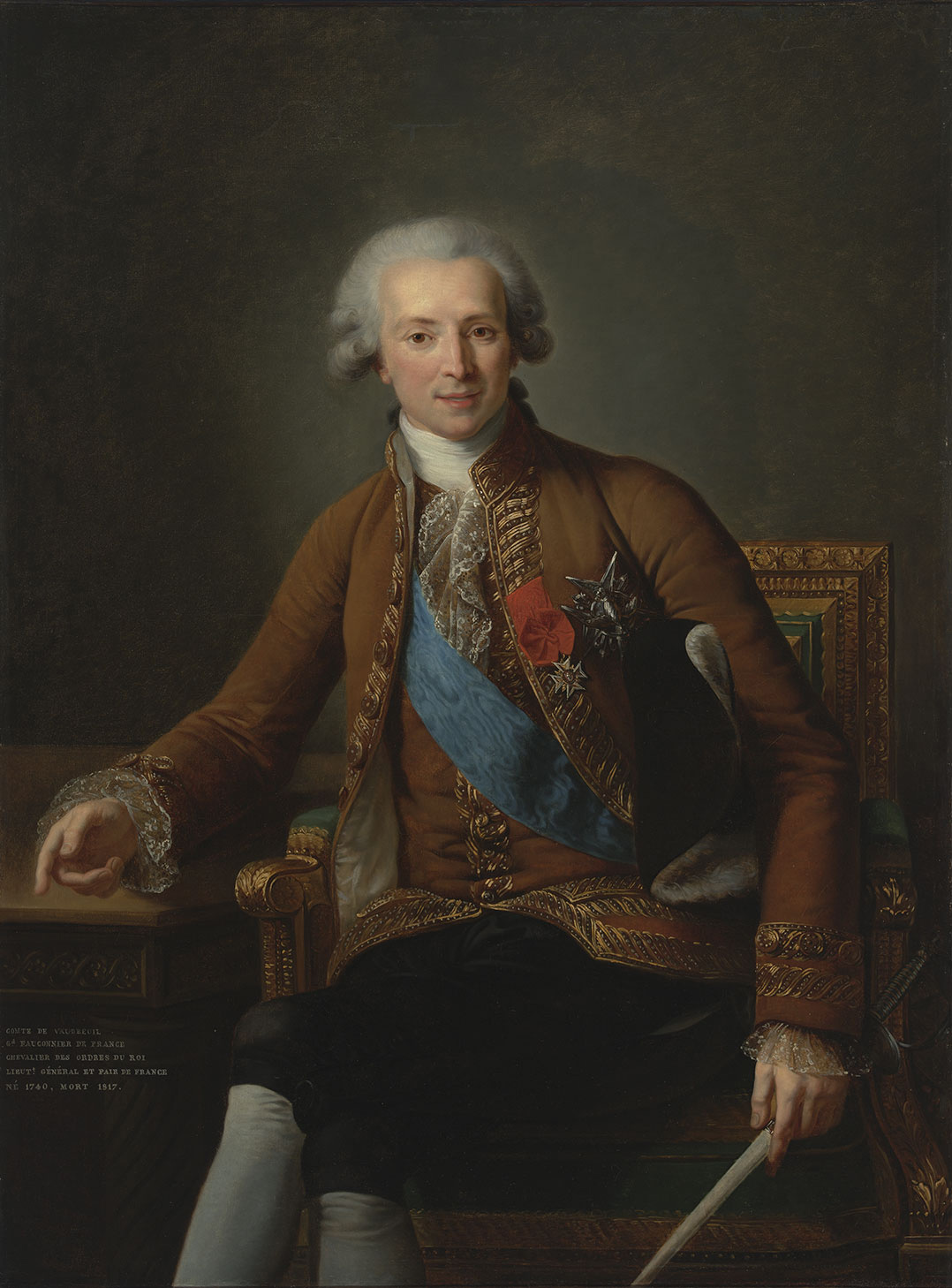
Élisabeth Vigée Le Brun, Portrait du comte de Vaudreuil, 1784
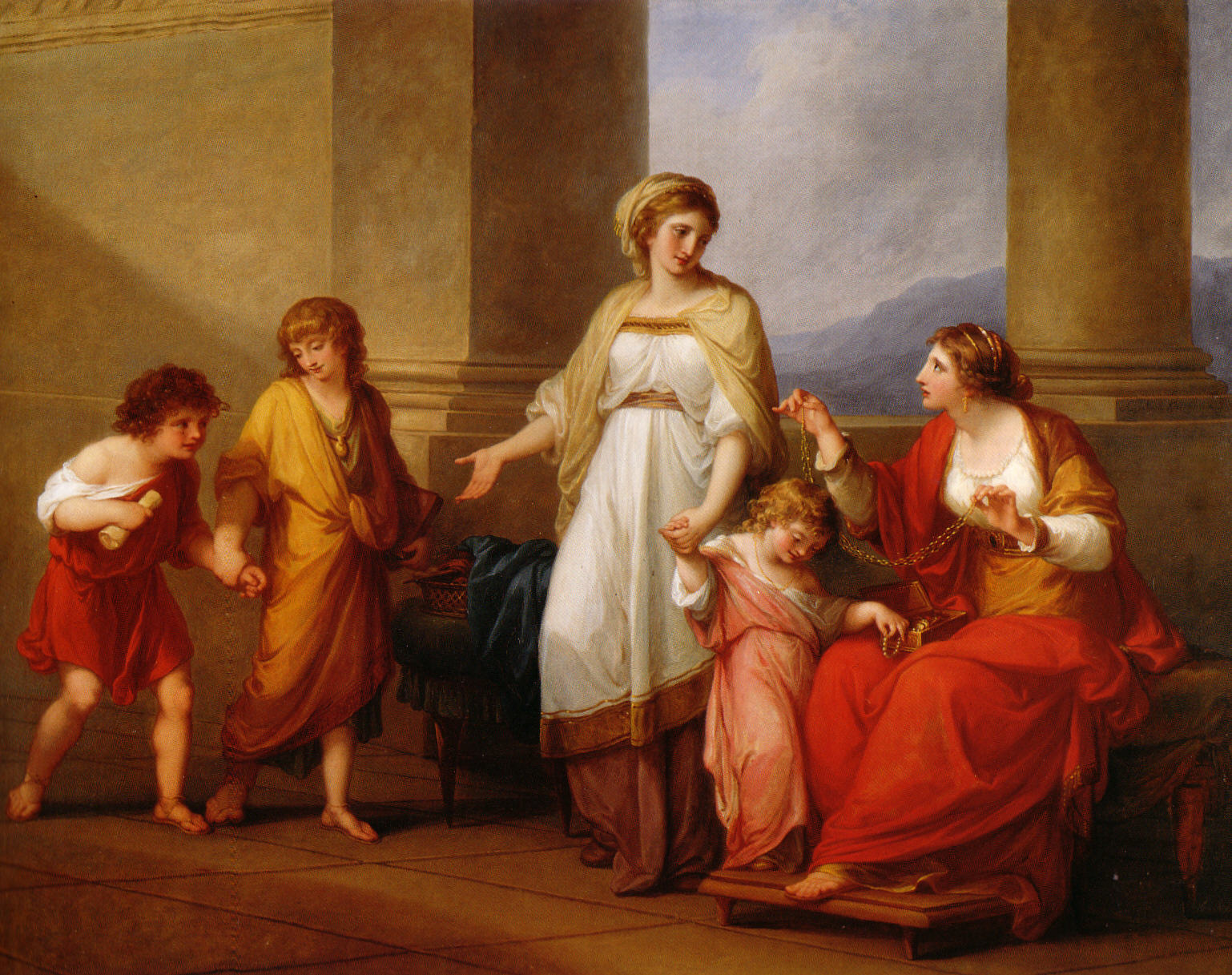
Angelica Kauffmann, Cornelia, mère Gracchi, 1785
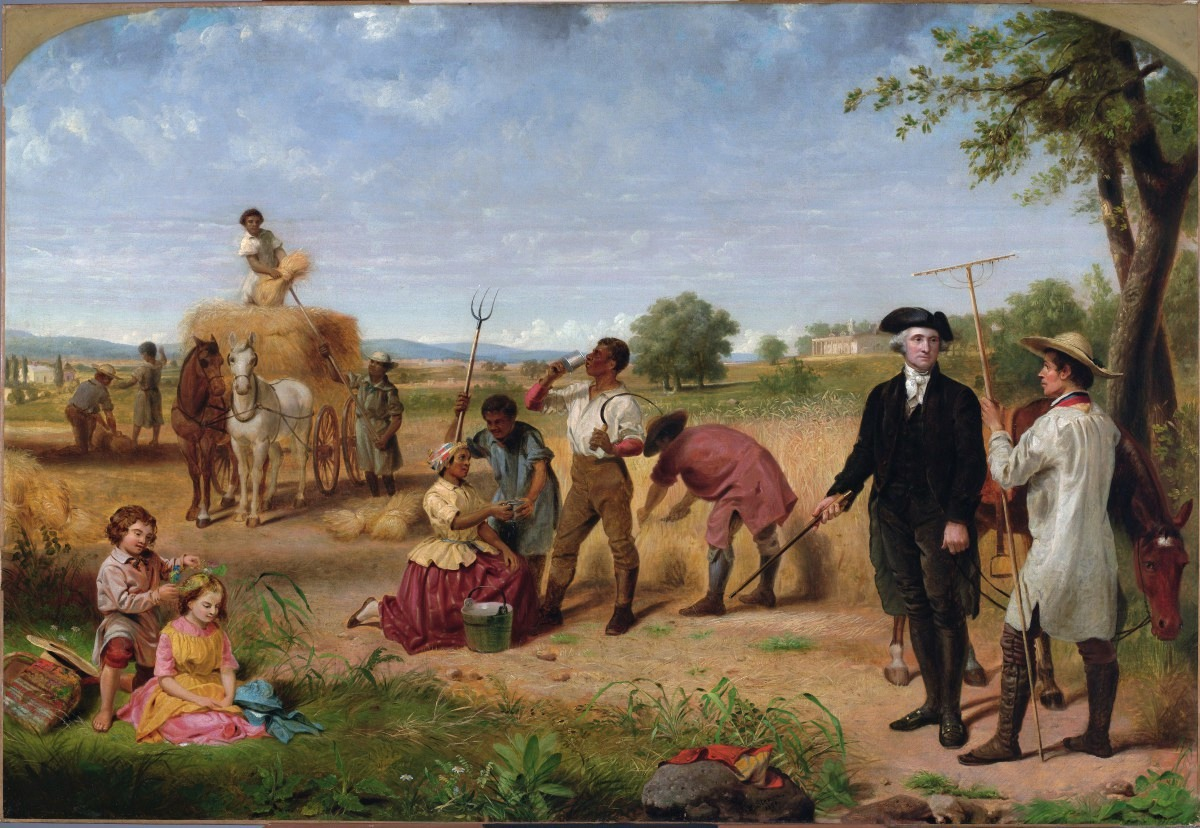
Junius Brutus Stearns, Washington en fermier à Mount Vernon, 1851
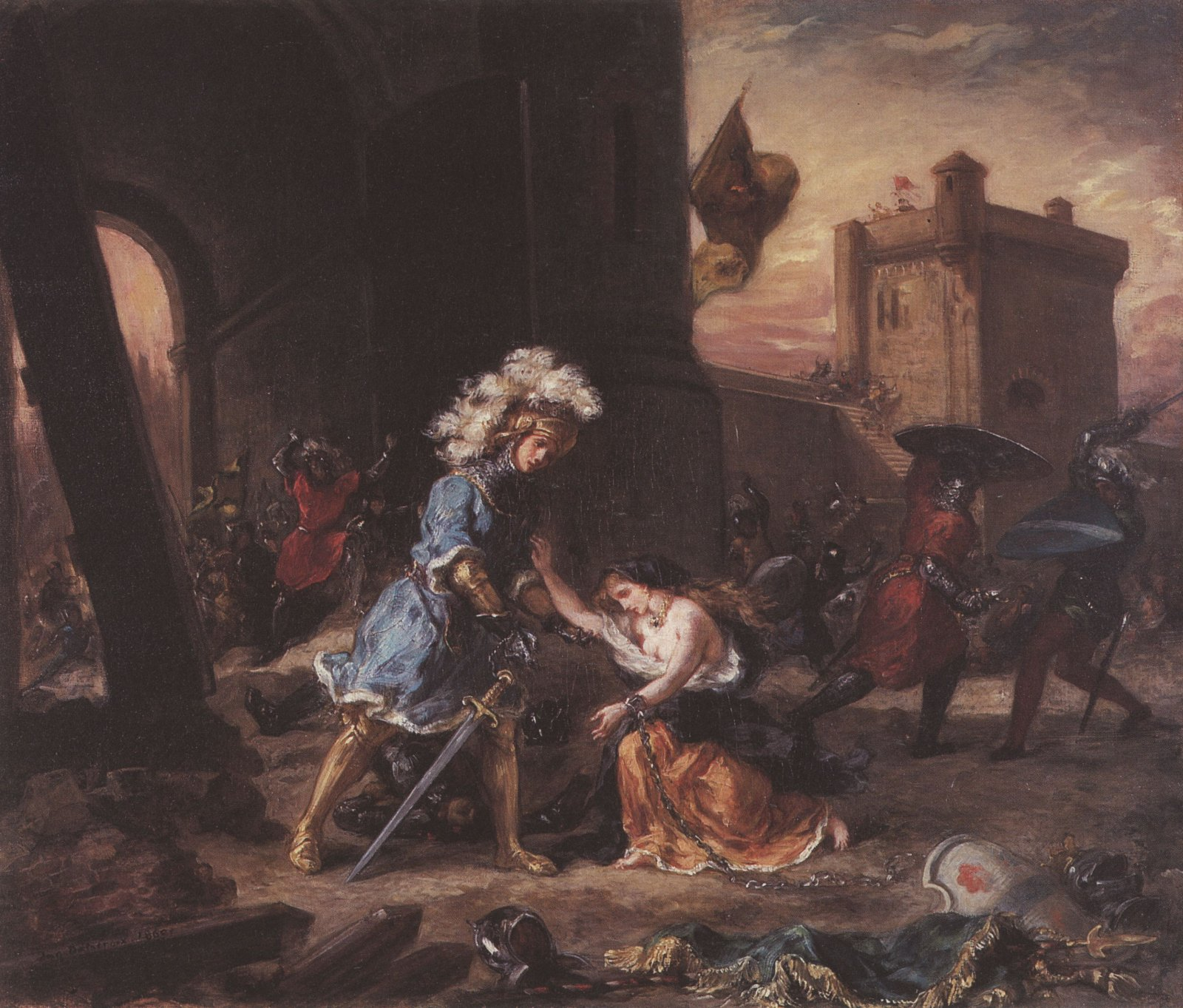
Eugène Delacroix, Amadis délivre la princesse Olga du château de Galpans , 1860
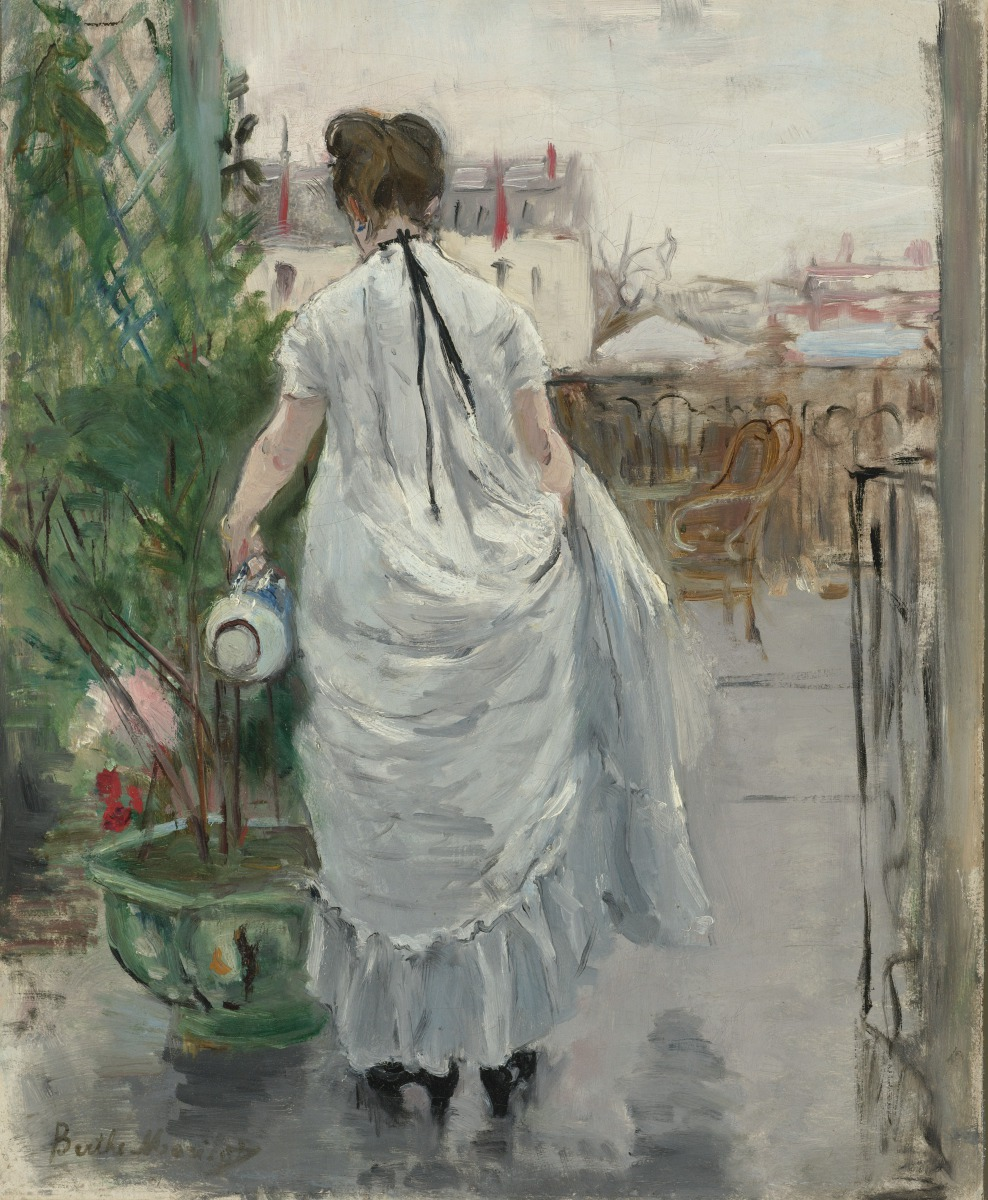
Berthe Morisot, Jeune Femme arrosant un arbuste, 1876
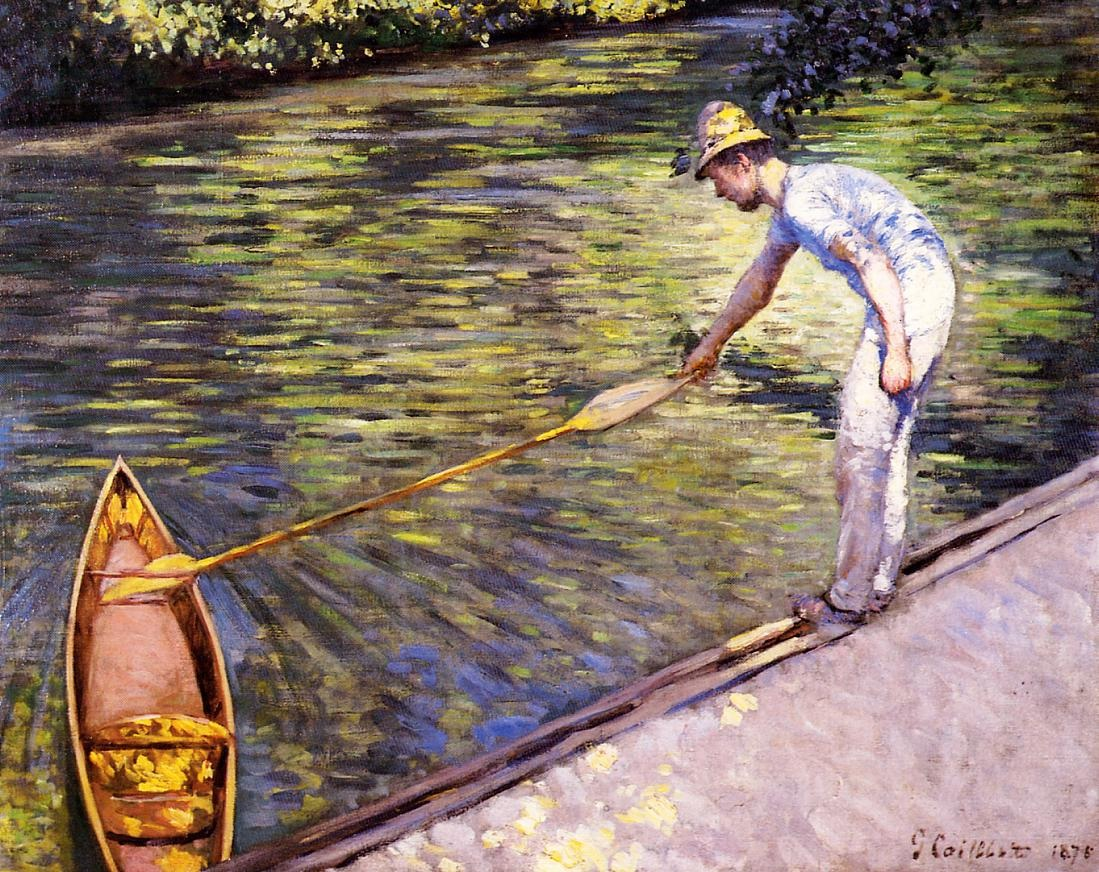
Gustave Caillebotte, Canotier ramenant sa périssoire, 1878
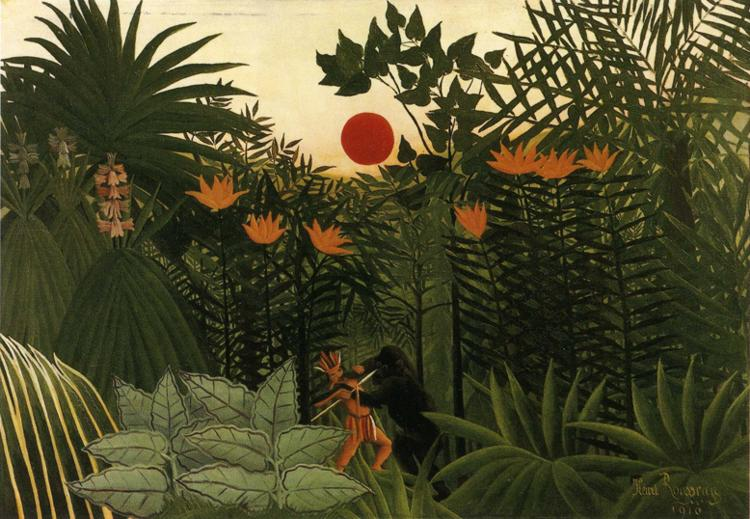
Henri Rousseau, Paysage tropical : lutte de l'Indien et du gorille, 1910
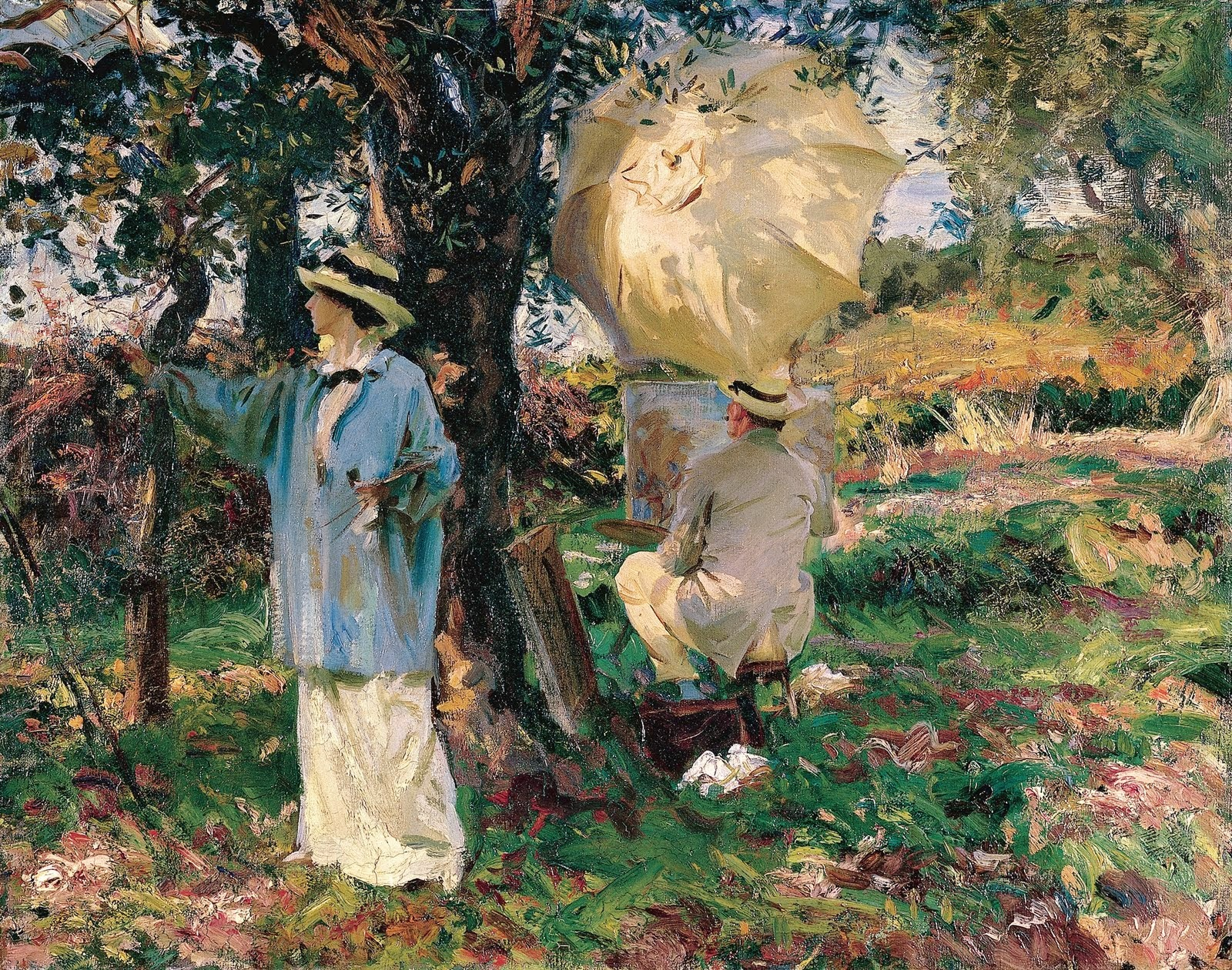
John Singer Sargent, The Sketchers, 1914.
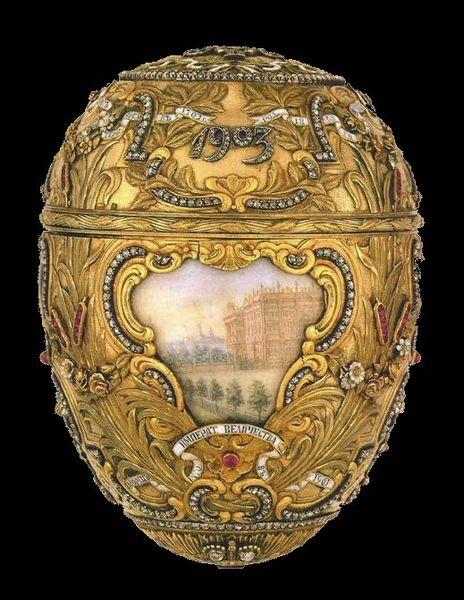
Œuf de Pierre le Grand
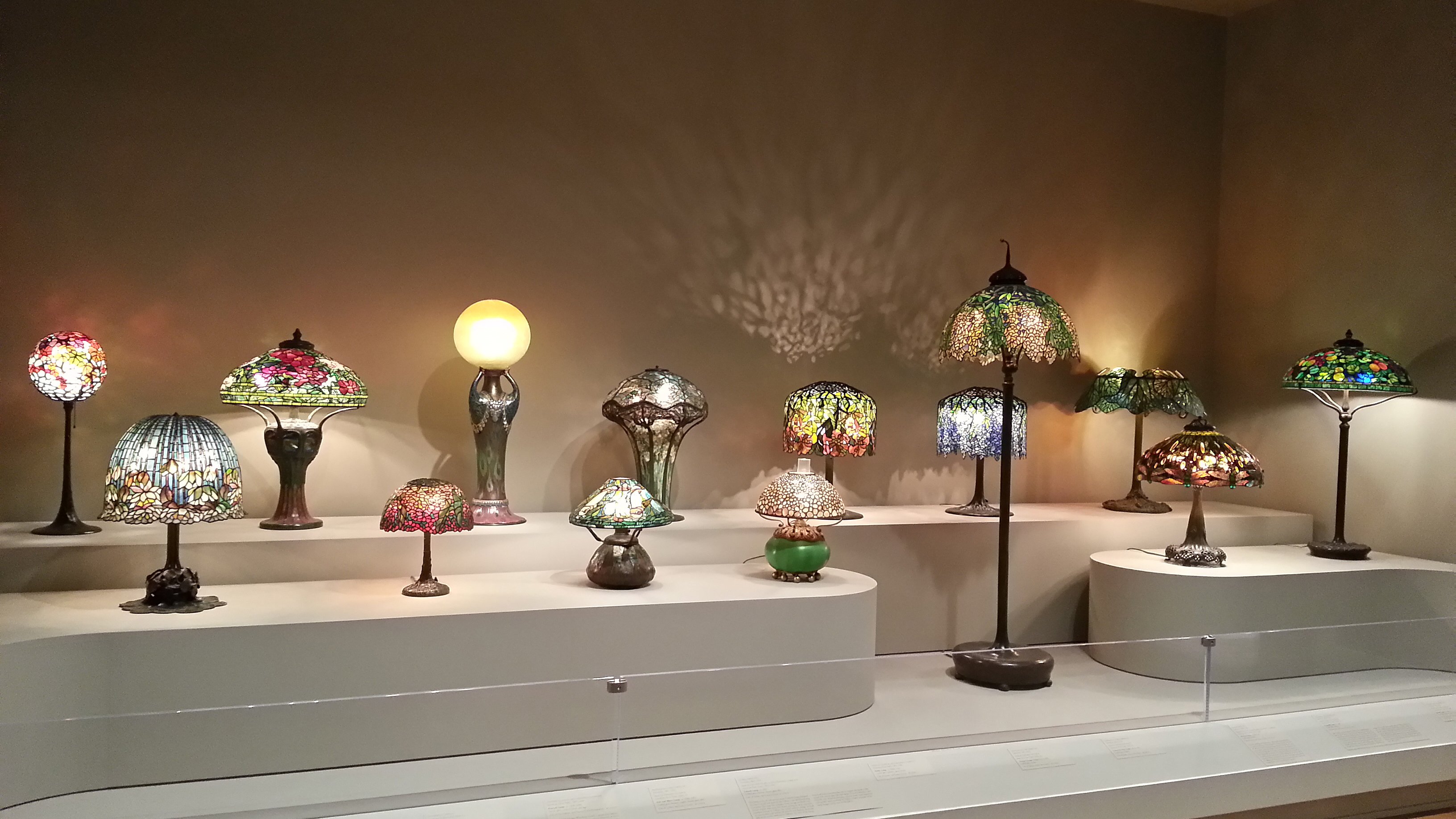
Lampes Tiffany